# Bahnstrecke Medina–Mekka
| Karte der Haramain-Hochgeschwindigkeitsstrecke |                      |                                      |                                      |
| Streckenlänge: | 449,2 km             |                                      |                                      |
| Spurweite: | 1435 mm (Normalspur) |                                      |                                      |
| |                      |                                      |                                      |
| \| \| 0,0 \| Mekka \| Mekka \| \| \| 4,4 \| \| \| \| \| \| Bahnbetriebswerk \| \| \| \| 62,2 \| \| \| \| \| \| Betriebsbahnhof 1 \| \| \| \| 78,3 \| Dschidda \| Dschidda \| \| \| 92,8 / 100,9 \| \| \| \| \| 96,1 \| King Abdulaziz International Airport \| King Abdulaziz International Airport \| \| \| 190,3 \| King Abdullah Economic City \| King Abdullah Economic City \| \| \| \| Betriebsbahnhof 2 Rabigh \| \| \| \| 200,5 \| \| \| \| \| \| Betriebsbahnhof 3 \| \| \| \| 361,5 \| \| \| \| \| 420,7 \| \| \| \| \| 422,1 \| \| \| \| \| \| ehemaliger Baubahnhof 4 \| \| \| \| \| Haupt-Bahnbetriebswerk \| \| \| \| 427,5 \| \| \| \| \| 449,2 \| Medina \| Medina \| |                      |                                      |                                      |
| Kopfbahnhof Streckenanfang | 0,0                  | Mekka                                | Mekka                                |
| Abzweig geradeaus und nach links · Strecke von rechts | 4,4                  |                                      |                                      |
| Strecke · Betriebs-/Güterbahnhof Streckenende |                      | Bahnbetriebswerk                     | Bahnbetriebswerk                     |
| Strecke von links · Abzweig geradeaus und nach rechts | 62,2                 |                                      |                                      |
| Betriebs-/Güterbahnhof Streckenende · Strecke |                      | Betriebsbahnhof 1                    | Betriebsbahnhof 1                    |
| Bahnhof | 78,3                 | Dschidda                             | Dschidda                             |
| Abzweig geradeaus, nach links und von links · Strecke von rechts | 92,8 / 100,9         |                                      |                                      |
| Strecke · Kopfbahnhof Streckenende | 96,1                 | King Abdulaziz International Airport | King Abdulaziz International Airport |
| Bahnhof | 190,3                | King Abdullah Economic City          | King Abdullah Economic City          |
| Strecke · Betriebs-/Güterbahnhof Streckenanfang |                      | Betriebsbahnhof 2 Rabigh             | Betriebsbahnhof 2 Rabigh             |
| Abzweig geradeaus und von links · Strecke nach rechts | 200,5                |                                      |                                      |
| Strecke · Betriebs-/Güterbahnhof Streckenanfang |                      | Betriebsbahnhof 3                    | Betriebsbahnhof 3                    |
| Abzweig geradeaus und von links · Strecke nach rechts | 361,5                |                                      |                                      |
| Abzweig geradeaus und nach links · Strecke von rechts | 420,7                |                                      |                                      |
| Strecke · Abzweig geradeaus und ehemals nach links · Strecke von rechts (außer Betrieb) | 422,1                |                                      |                                      |
| Strecke · Strecke · Betriebs-/Güterbahnhof Streckenende (Strecke außer Betrieb) |                      | ehemaliger Baubahnhof 4              | ehemaliger Baubahnhof 4              |
| Strecke · Dienststation / Betriebs- oder Güterbahnhof |                      | Haupt-Bahnbetriebswerk               | Haupt-Bahnbetriebswerk               |
| Abzweig geradeaus und von links · Strecke nach rechts | 427,5                |                                      |                                      |
| Kopfbahnhof Streckenende | 449,2                | Medina                               | Medina                               |

Die Bahnstrecke Mekka–Medina, auch Hochgeschwindigkeitsstrecke Haramain Express genannt, ist eine insgesamt 453 Kilometer lange Hochgeschwindigkeitsstrecke zwischen Mekka und Medina im Westen des Königreichs Saudi-Arabien.

## Verlauf
Die vollständig als Neubaustrecke errichtete Verbindung beginnt am westlichen Stadtrand von Mekka, etwa vier Kilometer von der Kaaba, dem zentralen Heiligtum des Islams entfernt. Sie führt zuerst nach Südwesten, um dann in zwei großen Bögen nordwestwärts nach 78 Kilometern die Hafenstadt Dschidda zu erreichen. Deren Hauptbahnhof liegt am Innenstadtrand etwa sieben Kilometer nordöstlich der Altstadt. Von hier verläuft die Strecke nach Norden in Trassenbündelung mit der Autobahn 55 in deren Mittelstreifen, nach 14 Kilometern führt eine Zweigstrecke westwärts zum unterirdischen Bahnhof des Internationalen König-Abd-al-Aziz-Flughafen, dem Hauptreiseflughafen für Pilgernde der Haddsch und der ʿUmra. Nach weiteren 18 Kilometern verlässt die Bahnstrecke die gemeinsame Trasse mit der Autobahn und führt nordwärts ins 76 Kilometer entfernte King Abdullah Economic City. Im weiteren Verlauf wendet sich die Strecke nach Nordosten ins Gebirge und dann weiter nach Norden und erreicht nach 244 Kilometern den Stadtrand von Medina im Süden, biegt auf den Dritten Autobahnring um die Stadt ein, verläuft hier 13 Kilometer im Mittelstreifen und verschwenkt aus diesem heraus die letzten vier Kilometer zum Endbahnhof, der sich neun Kilometer östlich von Altstadt und Prophetenmoschee befindet.
Die Strecke umfasst derzeit fünf Bahnhöfe:
- Kopfbahnhof Mekka: 10 Bahnsteiggleise an 6 Bahnsteigen
- Durchgangsbahnhof Dschidda: 6 Bahnsteiggleise an 4 Bahnsteigen, 2 Durchfahrgleise
- Kopfbahnhof King Abdulaziz International Airport (KAIA): 4 Bahnsteiggleise. Dieser Bahnhof liegt an einem Abzweig der Strecke.
- Durchgangsbahnhof King Abdullah Economic City (KAEC): 4 Bahnsteiggleise an 2 Bahnsteigen, 2 Durchfahrgleise
- Kopfbahnhof Medina: 6 Bahnsteiggleise an 4 Bahnsteigen

Die gesamte Neubaustrecke umfasst neben den Gleisanlagen, drei Zugdepots und drei Betriebsbahnhöfen einen in offener Bauweise errichteten Bahntunnel, 46 Bahnbrücken, neun Wadi-Brücken und fünf Bahnunterführungen. Dazu kommen 53 Brücken sowie 30 Unterführungen für den Straßenverkehr sowie 12 Kamel-Brücken, ähnlich den Grünbrücken.

## Bau

### Phase 1
Der Auftrag für Erdarbeiten und Unterbau wurde im März 2009 an ein internationales Konsortium vergeben, das unter dem Namen Al Rajhi Alliance firmiert. Es besteht aus einer Reihe von Unternehmen, darunter China Railway Construction Corporation (CRCC), Al Arrab Contracting Company Ltd, Al Suwailem Company und der französischen Alstom. Das Auftragsvolumen betrug 6,79 Milliarden Saudi-Riyal.
Der Auftrag für den Entwurf der Empfangsgebäude im Wert von mehr als 33 Mio. Euro ging an die Architekten BuroHappold und Foster + Partners. Sie greifen traditionelle Islamische Architektur auf. Die Bahnhöfe sind mit Restaurants, Moscheen, Parkhäusern, Hubschrauberlandeplätzen und VIP-Lounges ausgestattet.

### Phase 2
Die zweite Phase des Projekts umfasst den Oberbau, die Signaltechnik, Bahnstromanlagen und Elektrifizierung sowie die Telekommunikationseinrichtungen. Weiter zählen hierzu die Fahrzeuge einschließlich deren Unterhalt für 12 Jahre.
Am 26. Oktober 2011 wurde bekanntgegeben, dass das saudisch-spanische Konsortium Al‑Shoula Group für die Umsetzung der Phase 2 ausgesucht wurde. Es setzte sich zusammen aus Patentes Talgo, Renfe, Adif, Copasa, Imathia, Consultrans, Ineco, Cobra, Indra, Dimetronic, Inabensa, OHL, AL-Shoula und Al-Rosan. Die Auftragssumme für die Fahrzeuge und deren Unterhaltung beträgt 1,6 Mrd. €.
An DB International wurden 2013 die Projektsteuerung und -Überwachung sowie eine Reihe von Ingenieurleistungen vergeben.
Viele Bauarbeiten wurden Anfang 2015 abgeschlossen, woraufhin mit dem Testbetrieb begonnen wurde.

### Probleme
Die klimatischen Bedingungen, unter denen der Bau stattfand und der Betrieb abläuft, sind extrem. Tägliche Temperaturschwankungen zwischen +55 °C und −5 °C sind normal. Etwa die Hälfte der Strecke führt durch Sandwüste mit der Gefahr, dass Dünen auf die Strecke wandern, der Sand sie zuweht und Züge „sandgestrahlt“ werden. Weiter kommt Starkregen vor, der sonst ausgetrocknete Wadis innerhalb kurzer Zeit zu reißenden Gewässern anschwellen lassen kann. So konnte der 2012 zunächst angestrebte Eröffnungstermin 2014 ebenso wie ein verschobener Eröffnungstermin 2017 nicht eingehalten werden.
Die Bedenken, dass nicht in ausreichendem Umfang technische Vorkehrungen gegen die örtlich zu erwartenden witterungsbedingten Erschwernisse und den Flugsand getroffen wurden, erwiesen sich als zutreffend. Erwogen wurden gegen den Flugsand Schutzmauern, Gräben, die den Sand auffangen und dann ausgeschaufelt werden sollten, Gebläse an den Zügen und „Sandfeger-Lokomotiven“. Auch weise der von chinesischen Unternehmen hergestellte Betonoberbau Qualitätsmängel auf. Die erforderlichen Nacharbeiten verzögerten das Projekt. Der Flugsand wird aller Voraussicht nach auch die Gesamtlaufleistung der Räder der Züge stark reduzieren. Über die daraus entstehenden Kosten und Entschädigungen in Höhe von 1,5 Milliarden Euro (Stand: Ende 2016) stritten das ausführende spanische Konsortium und die Saudi Railways Organisation. Zur Lösung der Probleme wurde zwischen den Beteiligten im Rahmen eines Staatsbesuchs des spanischen Königs Felipe VI. in Saudi-Arabien ein ergänzender Vertrag geschlossen. Danach wurde die Strecke zwischen Ende 2017 und März 2018 stufenweise in Betrieb genommen. Am 11. Juni 2017 wurde bei der Testfahrt mit einem Talgo 350 erstmals die Geschwindigkeit von 330 km/h erreicht (Verkehrsgeschwindigkeit von 300 km/h plus 10 % Sicherheitsaufschlag).

## Betrieb
Die Strecke wird in den ersten zwölf Jahren von der spanischen RENFE betrieben. Anschließend geht der Betrieb an die Saudi Arabia Railways (SAR) über.

### Inbetriebnahme
Am 31. Dezember 2017 wurde die Strecke offiziell eröffnet, ohne baulich fertiggestellt worden zu sein, damit die Frist für die Fertigstellung zum Ende des Jahres 2017 formal gewahrt werden konnte. Die Bahnhöfe King Abdullah International Airport und Dschidda waren noch nicht fertiggestellt. Seit dem 12. Januar 2018 wurde freitags und samstags je ein Zugpaar gefahren. Die Eröffnung für den Regelverkehr erfolgte schließlich am 25. September 2018 durch König Salman ibn Abd al-Aziz in Dschidda. Der Fahrgastbetrieb sollte am 4. Oktober aufgenommen werden, tatsächlich erfolgte dies am 11. Oktober.
Anfangs wurden nur vier Zugpaare angeboten, die donnerstags, freitags, samstags und sonntags verkehrten. Ab 2019 verkehrten sechs Zugpaare, die Frequenz wurde anschließend weiter gesteigert. Der Flughafenbahnhof wurde am 11. Dezember 2019 eröffnet. Die Geschwindigkeit der Züge war bis Herbst 2019 auf 200 km/h begrenzt, weil die Signalanlagen noch nicht fertiggestellt waren.
Für September 2019 war der Vollbetrieb mit dann 35 Zuggarnituren angestrebt, die während der Spitzenauslastung, also vor allem während der Hadsch, im 10-Minuten-Takt verkehren sollten.

### Aktueller Betrieb

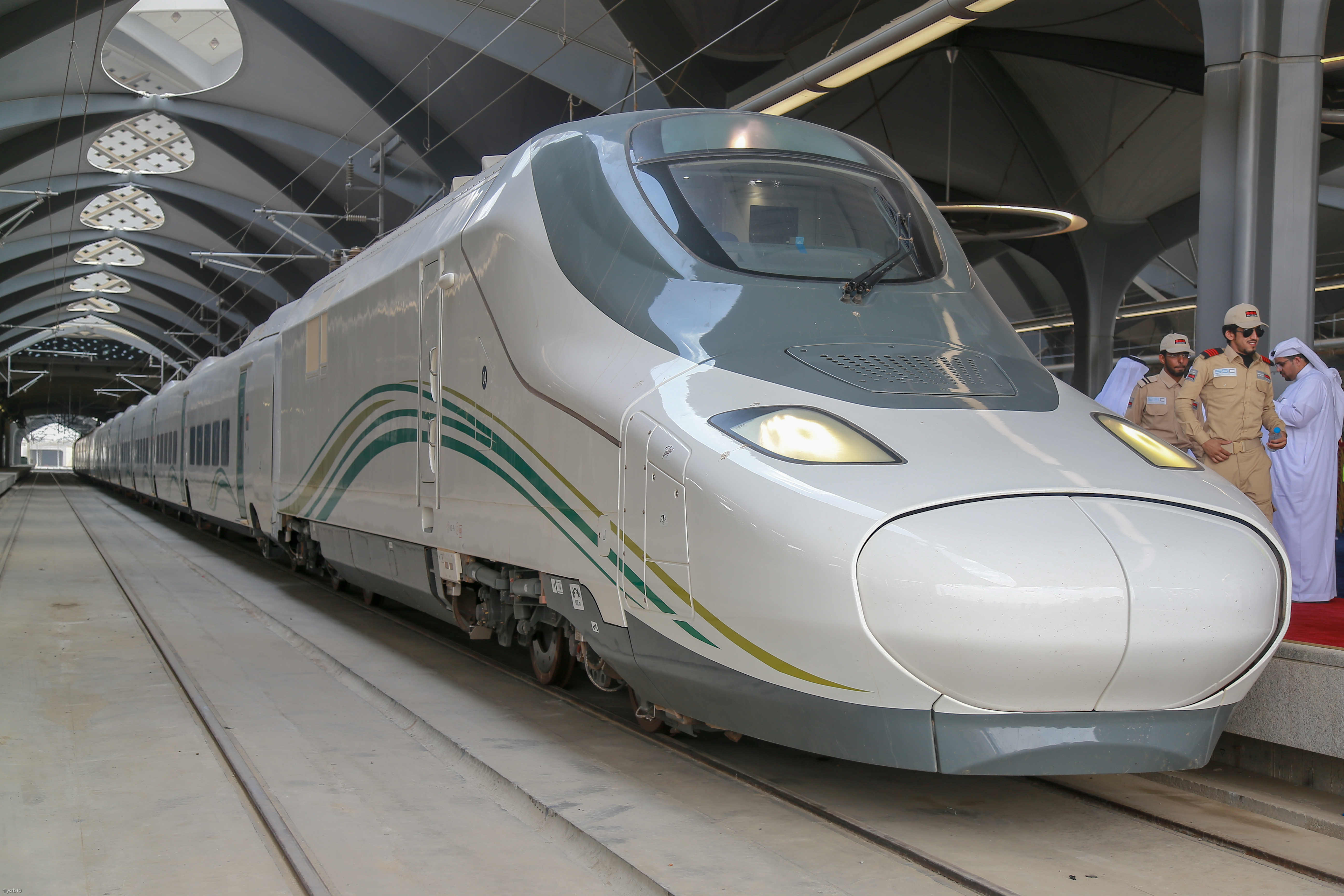
Ein Talgo 350 auf der Haramain-Strecke

Derzeit (Stand: Mai 2023) fahren etwa 12 Zugpaare täglich die Gesamtstrecke mit Abfahrtszeiten zwischen acht und 21 Uhr überwiegend im Stundentakt, die Fahrzeit beträgt 2:20 Stunden ohne Zwischenhalt in KAEC. Zusätzlich verkehren etwa 13 Zugpaare täglich zwischen Dschidda und Flughafen mit einer Fahrzeit von 20 Minuten sowie einzelne Direktverbindungen von Mekka und Medina zum Flughafen. Während des hohen Verkehrsaufkommens im Ramadan wird ein verdichteter Sonderfahrplan gefahren. In der Zeit vom 23. März bis zum 25. April 2023 wurden in 2.875 Fahrten 930.000 Reisende befördert.
Die Preise für eine Fahrt zwischen Dschidda und Flughafen liegen für einen Erwachsenen zwischen 20 SAR (ca. 5 €) in der Economy Class und 45 SAR (ca. 11 €) in der Business Class. Für die Gesamtstrecke betragen die entsprechenden Preise 150 SAR (ca. 37 €) und 315 SAR (ca. 78 €).
Nachdem der Zugverkehr aufgrund der COVID-19-Pandemie am 20. März 2020 eingestellt worden war, wurde der Betrieb am 31. März 2021 wieder aufgenommen. In Vorbereitung dieser Wiedereröffnung entgleiste am 22. März ein Testzug, der von Mekka nach Medina unterwegs war, bei hoher Geschwindigkeit. Aufgrund der restriktiven saudischen Informationspolitik wurde dazu nichts Näheres bekannt.

### Zwischenfälle
Am 29. September 2019 brannten Dachkonstruktion und 2. Obergeschoss des Empfangsgebäudes des Bahnhofs Dschidda aus. Dabei wurden 11 Personen verletzt. Erdgeschoss und 1. Obergeschoss waren nicht betroffen. Die Löscharbeiten dauerten 12 Stunden. Ursprünglich sollte laut Aussage des saudischen Transportministers Nabeel Al-Amoudi der Zugverkehr binnen 30 Tagen wieder aufgenommen werden, wobei Reisende im Raum Dschidda den Bahnhof King Abdulaziz Airport Terminal nutzen sollten. Tatsächlich verzögerte sich der Wiederaufbau, sodass vorübergehend eine 1,5 Kilometer lange Umfahrung des Bahnhofsgebäudes gebaut wurde.

## Infrastruktur

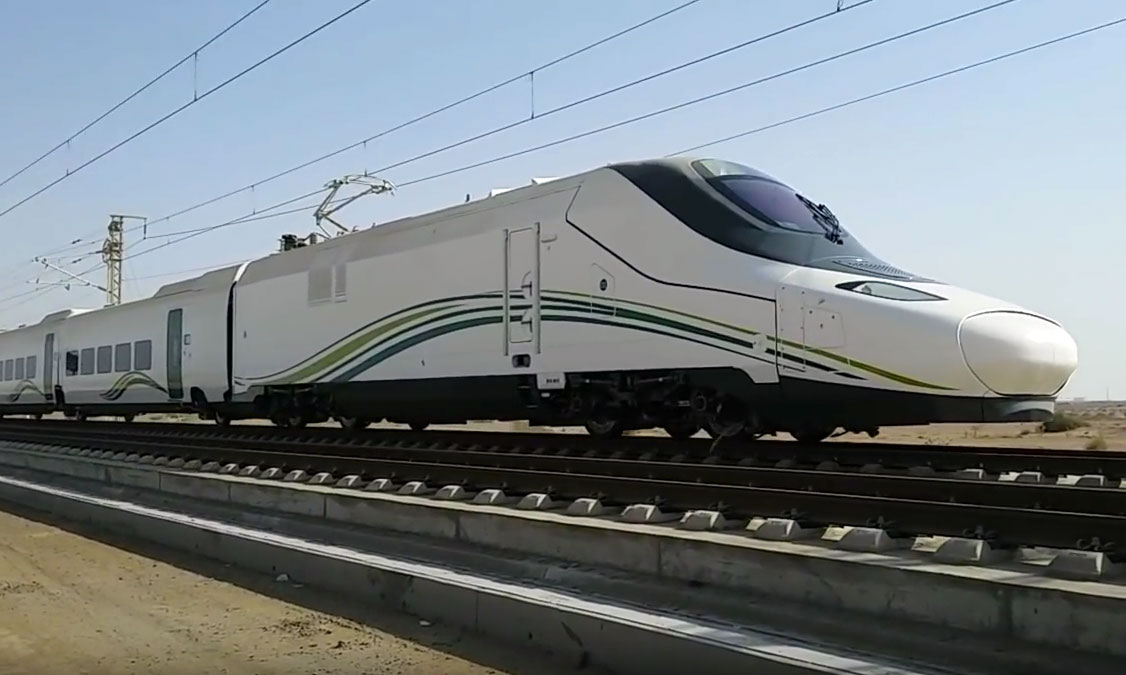
Ein Talgo 350 für die Haramain-Strecke

Die Strecke ist vollständig zweigleisig in Normalspur von 1435 mm errichtet und wird elektrisch mit Einphasenwechselstrom mit einer Spannung von 25 kV und einer Frequenz von 50 Hertz betrieben. Die zulässige Höchstgeschwindigkeit beträgt 320 km/h. Die Strecke ist mit ETCS Level 2 ausgerüstet. Sie dient in erster Linie einem schnellen und sicheren Transport der Pilgernden zwischen den beiden Hauptheiligtümern des Islam und dem Flughafen. Der Streckenbau und die 36 Talgozüge kosteten zusammen etwa 6,7 Milliarden €. Bauherr und Betreiber war die Saudi Railway Organisation, seit 2021 betreibt die Strecke die Saudi Arabia Railways.
Die maximale Kapazität der Strecke liegt bei 160.000 Reisenden pro Tag und 50 Millionen pro Jahr. Dafür wäre ein 23-Stunden-Betrieb im 10-Minuten-Takt erforderlich. Tatsächlich werden etwa 3 Millionen Reisende pro Jahr, hauptsächlich während des Haddsch, erwartet.

## Fahrzeuge
Der Verkehr wird mit 35 angepassten Talgo-Zügen der Baureihe Talgo 350 durchgeführt. Jeder Zug verfügt über 13 Wagen mit je zwei voneinander unabhängigen Klimaanlagen, um deren Funktion auf jeden Fall sicherzustellen. Ein Zug bietet 417 Sitzplätze in zwei Wagenklassen sowie im jeweils fünften Wagen eine Cafeteria mit 20 Plätzen. Die Züge kosteten zusammen 1.257 Mio. €. Es besteht darüber hinaus eine Option für 23 weitere Züge zum Preis von 800 Mio. €. Ein weiterer Zug wird als Hofzug für den saudischen König verwendet und hat eine besondere Ausstattung erhalten. Der erste Zug wurde im Dezember 2014 von Barcelona aus nach Dschidda verschifft. Die Lieferungen erfolgten monatlich über das ganze Jahr 2015 weiter. Die Höchstgeschwindigkeit im fahrplanmäßigen Betrieb beträgt 300 km/h.

## Trivia
Auf der Strecke fahren auch 34 Frauen als Triebfahrzeugführerinnen Hochgeschwindigkeitszüge, die ersten in Saudi-Arabien in diesem Beruf überhaupt tätigen Frauen. Um die Stellen hatten sich 28.000 Frauen beworben. Die Triebfahrzeugführer wurden durch die saudische Tochter von Renfe ausgebildet.